# Sauchy-Lestrée
Sauchy-Lestrée település Franciaországban, Pas-de-Calais megyében. Lakosainak száma 445 fő (2022. január 1.). Sauchy-Lestrée Oisy-le-Verger, Haynecourt, Épinoy, Marquion és Sauchy-Cauchy községekkel határos.

## Népesség
A település népessége az elmúlt években az alábbi módon változott:
| Lakosok száma | 449  | 451  | 456  | 455  | 457  | 461  | 466  | 452  | 445  |
|               | 2013 | 2015 | 2016 | 2017 | 2018 | 2019 | 2020 | 2021 | 2022 |